# جوزيف أجبيكو
جوزيف أجبيكو (بالإنجليزية: Joseph Agbeko)‏ مواليد 22 مارس 1980 في أكرا، هو ملاكم محترف غاني يصنف ضمن فئة وزن الديك. حقق بطولة الاتحاد الدولي للملاكمة.

## إحصائيات
خاض خلال مسيرته 35 نزالا، فاز في 30 وخسر في 5. فاز بالضربة القاضية في 23 نزالا.

## روابط خارجية
- جوزيف أجبيكو على موقع بوكس ريك (الإنجليزية) (registration required)
- جوزيف أجبيكو على موقع اتحاد ألعاب الكومنولث (مؤرشف) (الإنجليزية)